# Срђан Словић
Срђан Словић (рођен 1964) је српски политичар и научни саветник.

## Биографија
Рођен је 1964. године у Врању. Дипломирао је на Факултету политичких наука Универзитета у Београду 1989, магистрирао са темом „Схватање силе и моћи у теорији међународних односа Рејмона Арона” 2003. и докторирао са темом „Реализам у политичкој теорији Рејмона Арона и њен утицај на савремени развитак политичких наука и међународних односа” 2008. године. Радио је као истраживач сарадник 2008—2010. на Институту за српску културу Приштина–Лепосавић, као научни сарадник 2011—2015, виши научни сарадник 2016—2021. и од 2021. године ради као научни саветник на Институту за српску културу Приштина–Лепосавић. Говори енглески и француски језик.